# Eisschnelllauf-Weltcup 1994/95
Der Eisschnelllauf-Weltcup 1994/95 wurde für Frauen und Männer an zehn Weltcupstationen in sieben Ländern ausgetragen. Die Saison begann am 26. November 1994 und endete am 12. März 1995. Hier wurden von Frauen Strecken von 500 bis 5.000 und der Männer von 500 bis 10.000 Meter gelaufen.
Siehe auch: Liste der Gesamtweltcupsieger im Eisschnelllauf

## Wettbewerbe

### Frauen

#### Weltcup-Übersicht
| Datum                                                                                                 | Ort                                      | Disziplin          | Sieger                      | Zweiter             | Dritter               |
| --- | ---------------------------------------- | ------------------ | --------------------------- | ------------------- | --------------------- |
| 26. Bis 27. Nov. 1994                                                                                 | Berlin (Sportforum Hohenschönhausen)     | 1.500 m            | Gunda Niemann               | Mie Uehara          | Emese Hunyady         |
| 26. Bis 27. Nov. 1994                                                                                 | Berlin (Sportforum Hohenschönhausen)     | 3.000 m            | Gunda Niemann               | Carla Zijlstra      | Emese Hunyady         |
| 3. Bis 4. Dez. 1994                                                                                   | Heerenveen (Thialf)                      | 1.500 m            | Gunda Niemann               | Annamarie Thomas    | Emese Hunyady         |
| 3. Bis 4. Dez. 1994                                                                                   | Heerenveen (Thialf)                      | 3.000 m            | Gunda Niemann               | Carla Zijlstra      | Noriko Munekata       |
| 3. Bis 4. Dez. 1994                                                                                   | Heerenveen (Thialf)                      | 5.000 m            | Gunda Niemann               | Carla Zijlstra      | Heike Warnicke        |
| 3. Bis 4. Dez. 1994                                                                                   | Obihiro-Nemuro (No Mori Skating Centre)  | 500 m (3. Dez.)    | Bonnie Blair                | Franziska Schenk    | Shiho Kusunose        |
| 3. Bis 4. Dez. 1994                                                                                   | Obihiro-Nemuro (No Mori Skating Centre)  | 1.000 m (3. Dez.)  | Shiho Kusunose              | Franziska Schenk    | Bonnie Blair          |
| 3. Bis 4. Dez. 1994                                                                                   | Obihiro-Nemuro (No Mori Skating Centre)  | 1.000 m (4. Dez.)  | Bonnie Blair                | Oxana Rawilowa      | Monique Garbrecht     |
| 3. Bis 4. Dez. 1994                                                                                   | Obihiro-Nemuro (No Mori Skating Centre)  | 500 m (4. Dez.)    | Bonnie Blair                | Kyoko Shimazaki     | Oxana Rawilowa        |
| Einzelstreckenasienmeisterschaften in Sapporo (Makomanai Skating Centre), 4.–5. Dezember 1994         |                                          |                    |                             |                     |                       |
| 7. Bis 8. Dez. 1994                                                                                   | Obihiro-Nemuro (No Mori Skating Centre)  | 500 m (7. Dez.)    | Bonnie Blair                | Monique Garbrecht   | Susan Auch            |
| 7. Bis 8. Dez. 1994                                                                                   | Obihiro-Nemuro (No Mori Skating Centre)  | 1.000 m (7. Dez.)  | Shiho Kusunose              | Bonnie Blair        | Monique Garbrecht     |
| 7. Bis 8. Dez. 1994                                                                                   | Obihiro-Nemuro (No Mori Skating Centre)  | 500 m (8. Dez.)    | Bonnie Blair                | Oxana Rawilowa      | Kyoko Shimazaki       |
| 7. Bis 8. Dez. 1994                                                                                   | Obihiro-Nemuro (No Mori Skating Centre)  | 1.000 m (8. Dez.)  | Bonnie Blair                | Monique Garbrecht   | Oxana Rawilowa        |
| Mehrkampfeuropameisterschaft in Heerenveen (Thialf), 6.–8. Januar 1995                                |                                          |                    |                             |                     |                       |
| 20. Bis 22. Jan. 1995                                                                                 | Davos (Eisstadion Davos)                 | 1.000 m            | Franziska Schenk            | Oxana Rawilowa      | Susan Auch            |
| 20. Bis 22. Jan. 1995                                                                                 | Davos (Eisstadion Davos)                 | 1.500 m            | Gunda Niemann               | Swetlana Baschanowa | Annamarie Thomas      |
| 20. Bis 22. Jan. 1995                                                                                 | Davos (Eisstadion Davos)                 | 3.000 m            | Gunda Niemann               | Carla Zijlstra      | Elena Belci-Dal Farra |
| 20. Bis 22. Jan. 1995                                                                                 | Davos (Eisstadion Davos)                 | 500 m              | Bonnie Blair                | Oxana Rawilowa      | Franziska Schenk      |
| 20. Bis 22. Jan. 1995                                                                                 | Davos (Eisstadion Davos)                 | 500 m              | Bonnie Blair                | Susan Auch          | Monique Garbrecht     |
| 28. Bis 29. Jan. 1995                                                                                 | Innsbruck (Olympia Eisstadion Innsbruck) | 500 m (28. Jan.)   | Susan Auch                  | Svetlana Schurowa   | Bonnie Blair          |
| 28. Bis 29. Jan. 1995                                                                                 | Innsbruck (Olympia Eisstadion Innsbruck) | 1.000 m (28. Jan.) | Gunda Niemann               | Emese Hunyady       | Annamarie Thomas      |
| 28. Bis 29. Jan. 1995                                                                                 | Innsbruck (Olympia Eisstadion Innsbruck) | 1.500 m (29. Jan.) | Emese Hunyady Gunda Niemann |                     | Barbara de Loor       |
| 28. Bis 29. Jan. 1995                                                                                 | Innsbruck (Olympia Eisstadion Innsbruck) | 3.000 m (29. Jan.) | Gunda Niemann               | Carla Zijlstra      | Elena Belci-Dal Farra |
| Einzelstreckenasienmeisterschaften in Ulaanbaatar (Central Stadium Ulaanbaatar), 11.–12. Februar 1995 |                                          |                    |                             |                     |                       |
| 11. Bis 12. Feb. 1995                                                                                 | Calgary (Olympic Oval)                   | 500 m (11. Feb.)   | Susan Auch                  | Bonnie Blair        | Kyoko Shimazaki       |
| 11. Bis 12. Feb. 1995                                                                                 | Calgary (Olympic Oval)                   | 1.000 m (11. Feb.) | Bonnie Blair                | Chris Witty         | Sabine Völker         |
| 11. Bis 12. Feb. 1995                                                                                 | Calgary (Olympic Oval)                   | 500 m (12. Feb.)   | Bonnie Blair                | Susan Auch          | Svetlana Schurowa     |
| 11. Bis 12. Feb. 1995                                                                                 | Calgary (Olympic Oval)                   | 1.000 m (12. Feb.) | Bonnie Blair                | Franziska Schenk    | Chris Witty           |
| Sprintweltmeisterschaft in Milwaukee (Pettit National Ice Center), 18.–19. Februar 1995               |                                          |                    |                             |                     |                       |
| 24. Bis 26. Feb. 1995                                                                                 | Inzell (Eisstadion Inzell)               | 1.000 m            | Emese Hunyady               | Mie Shimizu         | Eriko Sanmiya-Mitake  |
| 24. Bis 26. Feb. 1995                                                                                 | Inzell (Eisstadion Inzell)               | 1.500 m            | Gunda Niemann               | Heike Warnicke      | Claudia Pechstein     |
| 24. Bis 26. Feb. 1995                                                                                 | Inzell (Eisstadion Inzell)               | 3.000 m            | Gunda Niemann               | Carla Zijlstra      | Heike Warnicke        |
| 24. Bis 26. Feb. 1995                                                                                 | Inzell (Eisstadion Inzell)               | 500 m              | Bonnie Blair                | Shiho Kusunose      | Sabine Völker         |
| 24. Bis 26. Feb. 1995                                                                                 | Inzell (Eisstadion Inzell)               | 500 m              | Bonnie Blair                | Susan Auch          | Sabine Völker         |
| Mehrkampfweltmeisterschaft in Savalen, 4.–5. März 1995                                                |                                          |                    |                             |                     |                       |
| 11. Bis 12. Mär. 1995                                                                                 | Hamar (Vikingskipet)                     | 1.000 m            | Bonnie Blair                | Shiho Kusunose      | Susan Auch            |
| 11. Bis 12. Mär. 1995                                                                                 | Hamar (Vikingskipet)                     | 1.500 m            | Gunda Niemann               | Lyudmila Prokasheva | Bonnie Blair          |
| 11. Bis 12. Mär. 1995                                                                                 | Hamar (Vikingskipet)                     | 3.000 m            | Gunda Niemann               | Swetlana Baschanowa | Lyudmila Prokasheva   |
| 11. Bis 12. Mär. 1995                                                                                 | Hamar (Vikingskipet)                     | 5.000 m            | Gunda Niemann               | Carla Zijlstra      | Elena Belci-Dal Farra |
| 11. Bis 12. Mär. 1995                                                                                 | Hamar (Vikingskipet)                     | 500 m              | Susan Auch                  | Bonnie Blair        | Monique Garbrecht     |
| 11. Bis 12. Mär. 1995                                                                                 | Hamar (Vikingskipet)                     | 500 m              | Bonnie Blair                | Susan Auch          | Svetlana Schurowa     |

#### 500 Meter
(Endstand: Nach 13 Rennen)
| Rang | Name              | Land               | Punkte |
| ---- | ----------------- | ------------------ | ------ |
| 1    | Bonnie Blair      | Vereinigte Staaten | 395    |
| 2    | Susan Auch        | Kanada             | 333    |
| 3    | Svetlana Schurowa | Russland           | 230    |
| 4    | Franziska Schenk  | Deutschland        | 217    |
| 5    | Monique Garbrecht | Deutschland        | 210    |
| 6    | Oxana Rawilowa    | Russland           | 210    |
| 7    | Tomomi Okazaki    | Japan              | 199    |
| 8    | Sabine Völker     | Deutschland        | 197    |
| 9    | Shiho Kusunose    | Japan              | 181    |
| 10   | Kyoko Shimazaki   | Japan              | 159    |
|      |                   |                    |        |
| 24   | Christina Zummack | Deutschland        | 17     |
| 26   | Gunda Niemann     | Deutschland        | 15     |
| 29   | Emese Antal       | Österreich         | 8      |

#### 1.000 Meter
(Endstand: Nach 10 Rennen)
| Rang | Name                 | Land               | Punkte |
| ---- | -------------------- | ------------------ | ------ |
| 1    | Bonnie Blair         | Vereinigte Staaten | 285    |
| 2    | Shiho Kusunose       | Japan              | 228    |
| 3    | Monique Garbrecht    | Deutschland        | 193    |
| 4    | Franziska Schenk     | Deutschland        | 176    |
| 5    | Chris Witty          | Vereinigte Staaten | 161    |
| 6    | Oxana Rawilowa       | Russland           | 156    |
| 7    | Susan Auch           | Kanada             | 134    |
| 8    | Emese Hunyady        | Österreich         | 133    |
| 9    | Sabine Völker        | Deutschland        | 122    |
| 10   | Edel Therese Høiseth | Norwegen           | 97     |
|      |                      |                    |        |
| 22   | Gunda Niemann        | Deutschland        | 40     |
| 23   | Jacqueline Börner    | Deutschland        | 33     |
| 25   | Emese Antal          | Österreich         | 30     |
| 29   | Christina Zummack    | Deutschland        | 18     |

#### 1.500 Meter
(Endstand: Nach 6 Rennen)
| Rang | Name                | Land        | Punkte |
| ---- | ------------------- | ----------- | ------ |
| 1    | Gunda Niemann       | Deutschland | 200    |
| 2    | Emese Hunyady       | Österreich  | 143    |
| 3    | Annamarie Thomas    | Niederlande | 120    |
| 4    | Lyudmila Prokasheva | Kasachstan  | 105    |
| 5    | Mie Uehara          | Japan       | 105    |
| 6    | Maki Tabata         | Japan       | 95     |
| 7    | Swetlana Baschanowa | Russland    | 83     |
| 8    | Claudia Pechstein   | Deutschland | 80     |
| 9    | Ulrike Adeberg      | Deutschland | 66     |
| 10   | Noriko Munekata     | Japan       | 59     |
|      |                     |             |        |
| 14   | Heike Warnicke      | Deutschland | 44     |
| 16   | Anni Friesinger     | Deutschland | 38     |
| 23   | Emese Antal         | Österreich  | 19     |
| 24   | Jacqueline Börner   | Deutschland | 18     |
| 29   | Anke Baier          | Deutschland | 6      |

#### 3.000/5.000 Meter
(Endstand: Nach 8 Rennen)
| Rang | Name                  | Land        | Punkte |
| ---- | --------------------- | ----------- | ------ |
| 1    | Gunda Niemann         | Deutschland | 280    |
| 2    | Carla Zijlstra        | Niederlande | 221    |
| 3    | Elena Belci-Dal Farra | Italien     | 190    |
| 4    | Heike Warnicke        | Deutschland | 161    |
| 5    | Swetlana Baschanowa   | Russland    | 151    |
| 6    | Mie Uehara            | Japan       | 122    |
| 7    | Annamarie Thomas      | Niederlande | 107    |
| 8    | Noriko Munekata       | Japan       | 101    |
| 9    | Lyudmila Prokasheva   | Kasachstan  | 79     |
| 10   | Hiromi Yamamoto       | Japan       | 73     |
|      |                       |             |        |
| 11   | Claudia Pechstein     | Deutschland | 70     |
| 13   | Emese Hunyady         | Österreich  | 53     |
| 14   | Ulrike Adeberg        | Deutschland | 49     |
| 20   | Emese Antal           | Österreich  | 14     |
| 23   | Anni Friesinger       | Deutschland | 11     |

### Männer

#### Weltcup-Übersicht
| Datum                                                                                                 | Ort                                      | Disziplin          | Sieger                | Zweiter           | Dritter                            |
| --- | ---------------------------------------- | ------------------ | --------------------- | ----------------- | ---------------------------------- |
| 26. Bis 27. Nov. 1994                                                                                 | Berlin (Sportforum Hohenschönhausen)     | 1.500 m            | Neal Marshall         | Ådne Søndrål      | Martin Hersman                     |
| 26. Bis 27. Nov. 1994                                                                                 | Berlin (Sportforum Hohenschönhausen)     | 5.000 m            | Rintje Ritsma         | Keiji Shirahata   | Vadim Sajutin                      |
| 3. Bis 4. Dez. 1994                                                                                   | Heerenveen (Thialf)                      | 1.500 m            | Hiroyuki Noake        | Rintje Ritsma     | Jeroen Straathof                   |
| 3. Bis 4. Dez. 1994                                                                                   | Heerenveen (Thialf)                      | 5.000 m            | Rintje Ritsma         | Toshihiko Itokawa | Falko Zandstra                     |
| 3. Bis 4. Dez. 1994                                                                                   | Obihiro-Nemuro (No Mori Skating Centre)  | 500 m (3. Dez.)    | Hiroyasu Shimizu      | Grunde Njøs       | Manabu Horii                       |
| 3. Bis 4. Dez. 1994                                                                                   | Obihiro-Nemuro (No Mori Skating Centre)  | 1.000 m (3. Dez.)  | Yukinori Miyabe       | Manabu Horii      | Kim Yoon-man                       |
| 3. Bis 4. Dez. 1994                                                                                   | Obihiro-Nemuro (No Mori Skating Centre)  | 1.000 m (4. Dez.)  | Yukinori Miyabe       | Kim Yoon-man      | Sergei Klewtschenja                |
| 3. Bis 4. Dez. 1994                                                                                   | Obihiro-Nemuro (No Mori Skating Centre)  | 500 m (4. Dez.)    | Manabu Horii          | Hiroyasu Shimizu  | Michael Ireland                    |
| Einzelstreckenasienmeisterschaften in Sapporo (Makomanai Skating Centre), 4.–5. Dezember 1994         |                                          |                    |                       |                   |                                    |
| 7. Bis 8. Dez. 1994                                                                                   | Obihiro-Nemuro (No Mori Skating Centre)  | 500 m (7. Dez.)    | Manabu Horii          | Kim Yoon-man      | Sergei Klewtschenja                |
| 7. Bis 8. Dez. 1994                                                                                   | Obihiro-Nemuro (No Mori Skating Centre)  | 1.000 m (7. Dez.)  | Kim Yoon-man          | Yukinori Miyabe   | Manabu Horii                       |
| 7. Bis 8. Dez. 1994                                                                                   | Obihiro-Nemuro (No Mori Skating Centre)  | 500 m (8. Dez.)    | Hiroyasu Shimizu      | Grunde Njøs       | Kim Yoon-man                       |
| 7. Bis 8. Dez. 1994                                                                                   | Obihiro-Nemuro (No Mori Skating Centre)  | 1.000 m (8. Dez.)  | Yukinori Miyabe       | Hiroyasu Shimizu  | Yasunori Miyabe                    |
| 10. Bis 11. Dez. 1994                                                                                 | Bergen (Slåtthaug Kunstisbane)           | 1.500 m            | Rintje Ritsma         | Ådne Søndrål      | Neal Marshall                      |
| 10. Bis 11. Dez. 1994                                                                                 | Bergen (Slåtthaug Kunstisbane)           | 5.000 m            | Rintje Ritsma         | Kjell Storelid    | Keiji Shirahata                    |
| Mehrkampfeuropameisterschaft in Heerenveen (Thialf), 6.–8. Januar 1995                                |                                          |                    |                       |                   |                                    |
| 20. Bis 22. Jan. 1995                                                                                 | Davos (Eisstadion Davos)                 | 1.000 m            | Toshiyuki Kuroiwa     | Kim Yoon-man      | Kevin Scott                        |
| 20. Bis 22. Jan. 1995                                                                                 | Davos (Eisstadion Davos)                 | 1.500 m            | Neal Marshall         | Tōru Aoyanagi     | Keiji Shirahata                    |
| 20. Bis 22. Jan. 1995                                                                                 | Davos (Eisstadion Davos)                 | 5.000 m            | Rintje Ritsma         | Keiji Shirahata   | Takahiro Nozaki                    |
| 20. Bis 22. Jan. 1995                                                                                 | Davos (Eisstadion Davos)                 | 500 m              | Wadim Schakschakbajew | Manabu Horii      | Yukinori Miyabe                    |
| 20. Bis 22. Jan. 1995                                                                                 | Davos (Eisstadion Davos)                 | 500 m              | Wadim Schakschakbajew | Sylvain Bouchard  | Takahiro Hamamichi                 |
| 28. Bis 29. Jan. 1995                                                                                 | Innsbruck (Olympia Eisstadion Innsbruck) | 500 m (28. Jan.)   | Kim Yoon-man          | Yasunori Miyabe   | Toshiyuki Kuroiwa                  |
| 28. Bis 29. Jan. 1995                                                                                 | Innsbruck (Olympia Eisstadion Innsbruck) | 1.000 m (28. Jan.) | Yukinori Miyabe       | Kevin Scott       | Yasunori Miyabe                    |
| 28. Bis 29. Jan. 1995                                                                                 | Innsbruck (Olympia Eisstadion Innsbruck) | 1.500 m (29. Jan.) | Rintje Ritsma         | Jeroen Straathof  | Martin Hersman                     |
| 28. Bis 29. Jan. 1995                                                                                 | Innsbruck (Olympia Eisstadion Innsbruck) | 5.000 m (29. Jan.) | Rintje Ritsma         | Bart Veldkamp     | Keiji Shirahata                    |
| Mehrkampfweltmeisterschaft in Baselga di Pinè (Stadio del ghiaccio di Piné), 11.–12. Februar 1995     |                                          |                    |                       |                   |                                    |
| Einzelstreckenasienmeisterschaften in Ulaanbaatar (Central Stadium Ulaanbaatar), 11.–12. Februar 1995 |                                          |                    |                       |                   |                                    |
| 11. Bis 12. Feb. 1995                                                                                 | Calgary (Olympic Oval)                   | 500 m (11. Feb.)   | Manabu Horii          | Kim Yoon-man      | Jaegal Seong-yeol Hiroyasu Shimizu |
| 11. Bis 12. Feb. 1995                                                                                 | Calgary (Olympic Oval)                   | 1.000 m (11. Feb.) | Yasunori Miyabe       | Kevin Scott       | Jaegal Seong-yeol                  |
| 11. Bis 12. Feb. 1995                                                                                 | Calgary (Olympic Oval)                   | 500 m (12. Feb.)   | Hiroyasu Shimizu      | Manabu Horii      | Jaegal Seong-yeol                  |
| 11. Bis 12. Feb. 1995                                                                                 | Calgary (Olympic Oval)                   | 1.000 m (12. Feb.) | Kim Yoon-man          | Yukinori Miyabe   | Kevin Scott                        |
| Sprintweltmeisterschaft in Milwaukee (Pettit National Ice Center), 18.–19. Februar 1995               |                                          |                    |                       |                   |                                    |
| 24. Bis 26. Feb. 1995                                                                                 | Inzell (Eisstadion Inzell)               | 1.000 m            | Manabu Horii          | Ådne Søndrål      | Toshiyuki Kuroiwa                  |
| 24. Bis 26. Feb. 1995                                                                                 | Inzell (Eisstadion Inzell)               | 1.500 m            | Rintje Ritsma         | Keiji Shirahata   | Jeroen Straathof                   |
| 24. Bis 26. Feb. 1995                                                                                 | Inzell (Eisstadion Inzell)               | 5.000 m            | Rintje Ritsma         | Bart Veldkamp     | Keiji Shirahata                    |
| 24. Bis 26. Feb. 1995                                                                                 | Inzell (Eisstadion Inzell)               | 500 m              | Hiroyasu Shimizu      | Junichi Inoue     | Manabu Horii                       |
| 24. Bis 26. Feb. 1995                                                                                 | Inzell (Eisstadion Inzell)               | 500 m              | Hiroyasu Shimizu      | Junichi Inoue     | Manabu Horii                       |
| 11. Bis 12. Mär. 1995                                                                                 | Hamar (Vikingskipet)                     | 500 m (11. Mär.)   | Hiroyasu Shimizu      | Roger Strøm       | Grunde Njøs                        |
| 11. Bis 12. Mär. 1995                                                                                 | Hamar (Vikingskipet)                     | 1.000 m            | Ådne Søndrål          | Gerard van Velde  | Toshiyuki Kuroiwa                  |
| 11. Bis 12. Mär. 1995                                                                                 | Hamar (Vikingskipet)                     | 1.500 m            | Ådne Søndrål          | Neal Marshall     | Keiji Shirahata                    |
| 11. Bis 12. Mär. 1995                                                                                 | Hamar (Vikingskipet)                     | 5.000 m            | Bart Veldkamp         | Rintje Ritsma     | Keiji Shirahata                    |
| 11. Bis 12. Mär. 1995                                                                                 | Hamar (Vikingskipet)                     | 10.000 m           | Bart Veldkamp         | Kjell Storelid    | Vadim Sajutin                      |
| 11. Bis 12. Mär. 1995                                                                                 | Hamar (Vikingskipet)                     | 500 m (12. Mär.)   | Roger Strøm           | Hiroyasu Shimizu  | Junichi Inoue                      |

#### 500 Meter
(Endstand: Nach 13 Rennen)
| Rang | Name                  | Land        | Punkte |
| ---- | --------------------- | ----------- | ------ |
| 1    | Hiroyasu Shimizu      | Japan       | 340    |
| 2    | Manabu Horii          | Japan       | 325    |
| 3    | Grunde Njøs           | Norwegen    | 220    |
| 4    | Junichi Inoue         | Japan       | 219    |
| 5    | Kim Yoon-man          | Südkorea    | 212    |
| 6    | Roger Strøm           | Norwegen    | 209    |
| 7    | Yasunori Miyabe       | Japan       | 189    |
| 8    | Wadim Schakschakbajew | Kasachstan  | 187    |
| 9    | Mike Ireland          | Kanada      | 166    |
| 10   | Toshiyuki Kuroiwa     | Japan       | 139    |
|      |                       |             |        |
| 22   | Matthias Pfeiffer     | Deutschland | 32     |
| 23   | Michael Künzel        | Deutschland | 27     |
| 25   | Roland Brunner        | Österreich  | 25     |
| 27   | Gordon Reyes-Loredo   | Deutschland | 22     |

#### 1.000 Meter
(Endstand: Nach 10 Rennen)
| Rang | Name                | Land        | Punkte |
| ---- | ------------------- | ----------- | ------ |
| 1    | Yukinori Miyabe     | Japan       | 248    |
| 2    | Kim Yoon-man        | Südkorea    | 221    |
| 3    | Yasunori Miyabe     | Japan       | 201    |
| 4    | Manabu Horii        | Japan       | 177    |
| 5    | Kevin Scott         | Kanada      | 174    |
| 6    | Gerard van Velde    | Niederlande | 156    |
| 7    | Toshiyuki Kuroiwa   | Japan       | 137    |
| 8    | Pat Kelly           | Kanada      | 133    |
| 9    | Sylvain Bouchard    | Kanada      | 127    |
| 10   | Roland Brunner      | Österreich  | 108    |
|      |                     |             |        |
| 16   | Matthias Pfeiffer   | Deutschland | 66     |
| 24   | Gordon Reyes-Loredo | Deutschland | 33     |
| 27   | Lars Funke          | Deutschland | 18     |
| 29   | Michael Künzel      | Deutschland | 16     |

#### 1.500 Meter
(Endstand: Nach 7 Rennen)
| Rang | Name                | Land        | Punkte |
| ---- | ------------------- | ----------- | ------ |
| 1    | Neal Marshall       | Kanada      | 195    |
| 2    | Rintje Ritsma       | Niederlande | 193    |
| 3    | Jeroen Straathof    | Niederlande | 150    |
| 4    | Ådne Søndrål        | Norwegen    | 149    |
| 5    | Hiroyuki Noake      | Japan       | 135    |
| 6    | Tōru Aoyanagi       | Japan       | 132    |
| 7    | Martin Hersman      | Niederlande | 132    |
| 8    | Keiji Shirahata     | Japan       | 120    |
| 9    | Falko Zandstra      | Niederlande | 97     |
| 10   | Arjan Schreuder     | Niederlande | 75     |
|      |                     |             |        |
| 17   | Uwe Tonat           | Deutschland | 33     |
| 18   | Thomas Kumm         | Deutschland | 26     |
| 23   | René Taubenrauch    | Deutschland | 14     |
| 24   | Gordon Reyes-Loredo | Deutschland | 14     |
| 29   | Dan Kramer          | Deutschland | 6      |

#### 5.000/10.000 Meter
(Endstand: Nach 8 Rennen)
| Rang | Name                 | Land        | Punkte |
| ---- | -------------------- | ----------- | ------ |
| 1    | Rintje Ritsma        | Niederlande | 251    |
| 2    | Keiji Shirahata      | Japan       | 208    |
| 3    | Bart Veldkamp        | Niederlande | 206    |
| 4    | Kjell Storelid       | Norwegen    | 188    |
| 5    | Falko Zandstra       | Niederlande | 116    |
| 6    | Toshihiko Itokawa    | Japan       | 103    |
| 7    | Kazuhiro Satō        | Japan       | 90     |
| 8    | Vadim Sajutin        | Russland    | 87     |
| 9    | René Taubenrauch     | Deutschland | 52     |
| 10   | Frank Dittrich       | Deutschland | 51     |
|      |                      |             |        |
| 15   | Christian Eminger    | Österreich  | 40     |
| 26   | Alexander Baumgärtel | Deutschland | 23     |
| 27   | Uwe Tonat            | Deutschland | 22     |

## Gesamt
- Platz: Gibt die Reihenfolge der Athleten wieder. Diese wird durch die Anzahl der Weltcupsiege bestimmt. Bei gleicher Anzahl werden die 2. Platzierungen verglichen, danach die 3. Platzierungen
- Name: Nennt den Namen des Athleten
- Land: Nennt das Land, für das der Athlet startete
- Siege: Nennt die Anzahl der Weltcupsiege
- 2. Plätze: Nennt die Anzahl der errungenen 2. Plätze
- 3. Plätze: Nennt die Anzahl der errungenen 3. Plätze
- Gesamt: Nennt die Anzahl aller gewonnenen Medaillen

### Top Ten
- Die Top Ten zeigt die zehn erfolgreichsten Sportler/-innen des Eisschnelllauf-Weltcups 1994/95

| Platz | Name             | Land               | Siege | 2. Plätze | 3. Plätze | Gesamt |
| ----- | ---------------- | ------------------ | ----- | --------- | --------- | ------ |
| 1.    | Bonnie Blair     | Vereinigte Staaten | 15    | 3         | 3         | 21     |
| 2.    | Gunda Niemann    | Deutschland        | 15    | 0         | 0         | 15     |
| 3.    | Rintje Ritsma    | Niederlande        | 9     | 2         | 0         | 11     |
| 4.    | Hiroyasu Shimizu | Japan              | 6     | 3         | 1         | 10     |
| 5.    | Manabu Horii     | Japan              | 4     | 3         | 4         | 11     |
| 6.    | Yukinori Miyabe  | Japan              | 4     | 2         | 1         | 7      |
| 7.    | Susan Auch       | Kanada             | 3     | 4         | 3         | 10     |
| 8.    | Kim Yoon-man     | Südkorea           | 3     | 4         | 2         | 9      |
| 9.    | Ådne Søndrål     | Norwegen           | 2     | 3         | 0         | 5      |
| 10.   | Shiho Kusunose   | Japan              | 2     | 2         | 1         | 5      |

### Frauen
| Platz | Name                  | Land               | Siege | 2. Plätze | 3. Plätze | Gesamt |
| ----- | --------------------- | ------------------ | ----- | --------- | --------- | ------ |
| 1.    | Bonnie Blair          | Vereinigte Staaten | 15    | 3         | 3         | 21     |
| 2.    | Gunda Niemann         | Deutschland        | 15    | 0         | 0         | 15     |
| 3.    | Susan Auch            | Kanada             | 3     | 4         | 3         | 10     |
| 4.    | Shiho Kusunose        | Japan              | 2     | 2         | 1         | 5      |
| 5.    | Emese Hunyady         | Österreich         | 2     | 1         | 3         | 6      |
| 6.    | Franziska Schenk      | Deutschland        | 1     | 3         | 1         | 5      |
| 7.    | Carla Zijlstra        | Niederlande        | 0     | 7         | 0         | 7      |
| 8.    | Oxana Rawilowa        | Russland           | 0     | 4         | 2         | 6      |
| 9.    | Monique Garbrecht     | Deutschland        | 0     | 2         | 4         | 6      |
| 10.   | Swetlana Baschanowa   | Russland           | 0     | 2         | 0         | 2      |
| 11.   | Annamarie Thomas      | Niederlande        | 0     | 1         | 2         | 3      |
| 11.   | Heike Warnicke        | Deutschland        | 0     | 1         | 2         | 3      |
| 11.   | Svetlana Schurowa     | Russland           | 0     | 1         | 2         | 3      |
| 11.   | Kyoko Shimazaki       | Japan              | 0     | 1         | 2         | 3      |
| 15.   | Lyudmila Prokasheva   | Kasachstan         | 0     | 1         | 1         | 2      |
| 15.   | Chris Witty           | Vereinigte Staaten | 0     | 1         | 1         | 2      |
| 17.   | Mie Shimizu           | Japan              | 0     | 1         | 0         | 1      |
| 17.   | Mie Uehara            | Japan              | 0     | 1         | 0         | 1      |
| 19.   | Elena Belci-Dal Farra | Italien            | 0     | 0         | 3         | 3      |
| 19.   | Sabine Völker         | Deutschland        | 0     | 0         | 3         | 3      |
| 21.   | Barbara de Loor       | Niederlande        | 0     | 0         | 1         | 1      |
| 21.   | Claudia Pechstein     | Deutschland        | 0     | 0         | 1         | 1      |
| 21.   | Eriko Sanmiya-Mitake  | Japan              | 0     | 0         | 1         | 1      |
| 21.   | Noriko Munekata       | Japan              | 0     | 0         | 1         | 1      |

### Männer
| Platz | Name                  | Land        | Siege | 2. Plätze | 3. Plätze | Gesamt |
| ----- | --------------------- | ----------- | ----- | --------- | --------- | ------ |
| 1.    | Rintje Ritsma         | Niederlande | 9     | 2         | 0         | 11     |
| 2.    | Hiroyasu Shimizu      | Japan       | 6     | 3         | 1         | 10     |
| 3.    | Manabu Horii          | Japan       | 4     | 3         | 4         | 11     |
| 4.    | Yukinori Miyabe       | Japan       | 4     | 2         | 1         | 7      |
| 5.    | Kim Yoon-man          | Südkorea    | 3     | 4         | 2         | 9      |
| 6.    | Ådne Søndrål          | Norwegen    | 2     | 3         | 0         | 5      |
| 7.    | Bart Veldkamp         | Niederlande | 2     | 2         | 0         | 4      |
| 8.    | Neal Marshall         | Kanada      | 2     | 1         | 1         | 4      |
| 9.    | Wadim Schakschakbajew | Kasachstan  | 2     | 0         | 0         | 2      |
| 10.   | Yasunori Miyabe       | Japan       | 1     | 1         | 2         | 4      |
| 11.   | Roger Strøm           | Norwegen    | 1     | 1         | 0         | 2      |
| 12.   | Toshiyuki Kuroiwa     | Japan       | 1     | 0         | 3         | 4      |
| 13.   | Hiroyuki Noake        | Japan       | 1     | 0         | 0         | 1      |
| 14.   | Keiji Shirahata       | Japan       | 0     | 3         | 6         | 9      |
| 15.   | Kevin Scott           | Kanada      | 0     | 2         | 2         | 4      |
| 16.   | Junichi Inoue         | Japan       | 0     | 2         | 1         | 3      |
| 16.   | Grunde Njøs           | Norwegen    | 0     | 2         | 1         | 3      |
| 18.   | Kjell Storelid        | Norwegen    | 0     | 2         | 0         | 2      |
| 19.   | Jeroen Straathof      | Niederlande | 0     | 1         | 2         | 3      |
| 20.   | Gerard van Velde      | Niederlande | 0     | 1         | 0         | 1      |
| 20.   | Sylvain Bouchard      | Kanada      | 0     | 1         | 0         | 1      |
| 20.   | Tōru Aoyanagi         | Japan       | 0     | 1         | 0         | 1      |
| 20.   | Toshihiko Itokawa     | Japan       | 0     | 1         | 0         | 1      |
| 24.   | Jaegal Seong-yeol     | Südkorea    | 0     | 0         | 3         | 3      |
| 25.   | Martin Hersman        | Niederlande | 0     | 0         | 2         | 2      |
| 25.   | Sergei Klewtschenja   | Russland    | 0     | 0         | 2         | 2      |
| 25.   | Vadim Sajutin         | Russland    | 0     | 0         | 2         | 2      |
| 28.   | Michael Ireland       | Kanada      | 0     | 0         | 1         | 1      |
| 28.   | Falko Zandstra        | Niederlande | 0     | 0         | 1         | 1      |
| 28.   | Takahiro Hamamichi    | Japan       | 0     | 0         | 1         | 1      |
| 28.   | Takahiro Nozaki       | Japan       | 0     | 0         | 1         | 1      |

### Nationenwertung
- Die Nationenwertung zeigt die erfolgreichsten Nationen (Sportler/-innen) des Eisschnelllauf-Weltcups 1994/95

| Platz | Land               | Siege | 2. Plätze | 3. Plätze | Gesamt |
| ----- | ------------------ | ----- | --------- | --------- | ------ |
| 1.    | Japan              | 19    | 21        | 25        | 65     |
| 2.    | Deutschland        | 16    | 6         | 11        | 33     |
| 3.    | Vereinigte Staaten | 15    | 4         | 4         | 23     |
| 4.    | Niederlande        | 11    | 14        | 8         | 33     |
| 5.    | Kanada             | 5     | 8         | 7         | 20     |
| 6.    | Norwegen           | 3     | 8         | 1         | 12     |
| 7.    | Südkorea           | 3     | 4         | 5         | 12     |
| 8.    | Österreich         | 2     | 1         | 3         | 6      |
| 9.    | Kasachstan         | 2     | 1         | 1         | 4      |
| 10.   | Russland           | 0     | 7         | 8         | 15     |
| 11.   | Italien            | 0     | 0         | 3         | 3      |